# Bambai Ka Babu (1996)
Bambai Ka Babu ist ein Bollywoodfilm aus den 1990er Jahren mit Saif Ali Khan, Kajol und Atul Agnihotri in den Hauptrollen. In diesem Film sind Kajol und Saif Ali Khan nicht als Liebespaar zu sehen.
Der Film floppte an den Kassen.

## Handlung
Das Ehepaar Raghuveer und Beena führen ein Hotel in der Umgebung von Manali, Himachal Pradesh. Ihr leiblicher Sohn Vikram alias Vicky ist das schwarze Schaf in der Familie, der mühelos Ärger einbringt und ständig in Streit mit seinem Vater gerät. Anders Amit, der Adoptivsohn, der stets Loyalität zeigt und gleichzeitig den Rücken seines Bruders stärkt.
Gegen Amits Willen verlässt Vicky das Elternhaus, um in Bombay das große Geld zu machen. Schon kurz nach seiner Ankunft tappt er in die Arme des Gangsterbosses Masterji, für den er dann auch prompt arbeitet. Bald erntet er auch großes Ansehen in der Gangsterfamilie, indem er Erzfeind Jaya Shetty zu Masterjis Untertan macht.
Doch Masterji giert nach viel mehr: Ihn reizt die politische Macht und will zudem auch Religionsunruhen anzetteln. Für Vicky wird dies zu unheimlich und er steigt aus dem Geschäft aus und landet so auf Masterjis Abschussliste.
Schließlich taucht auch Amit in der Metropole auf, da er sich um seinen Bruder sorgt. Hilfe findet er bei der hübschen Fotografin Neha, die auf Fotografien im Zusammenhang mit Gewalt im Untergrund spezialisiert ist. Zusammen machen sie sich auf die Suche und finden Vicky versteckt im Untergrund. Gemeinsam hecken sie einen Plan aus, um Masterji zu überführen.
Mit der Zeit stellt sich außerdem heraus, dass Masterji Nehas Vater ist. Diese lässt sich dennoch nicht erweichen und verabscheut die grausamen Taten ihres Vaters. Während einer politischen Rede wird Masterji überführt und so dem Gräuel ein Ende gesetzt.

## Musik
| Songtitel              | Sänger/in                                          |
| ---------------------- | -------------------------------------------------- |
| Bambai Ka Babu         | Abhijeet, Chor                                     |
| Chori Chori            | Kumar Sanu, Alka Yagnik                            |
| Ham Nikal Pade         | Kumar Sanu, Alka Yagnik, Udit Narayan, Bela Sulakh |
| Honge Kabhi Ab Na Juda | Kumar Sanu, Alka Yagnik                            |
| Sapne Hai Vade Hai     | Kumar Sanu, Sadhana Sargam                         |
| Tham Zara              | Kumar Sanu, Udit Narayan                           |
| Ure Baba               | Alisha Chinai                                      |